# Haakon Pedersen (skridskoåkare)
Haakon Pedersen, född 9 oktober 1906 i Oslo och död 7 september 1991 i Oslo, var en norsk hastighetsåkare på skridskor. Han deltog i två olympiska spel på 500 m. I Sankt Moritz 1928 kom han på sjätte plats och i Lake Placid 1932 kvalificerade han sig inte till final.